# Joseph Gayetty
Joseph C. Gayetty de New York est celui qui a inventé le papier hygiénique en 1857. Il était produit sous l'appellation de Gayetty's Medicated Paper par la Joseph C. Gayetty Company et était vendu en paquets de 500 feuilles au prix de 50 cents le paquet. La particularité de Gayetty était de marquer chaque feuille avec un filigrane à son propre nom. Dans un but prophylactique le papier contenait une certaine quantité d'aloès : on ne le recommandait donc pas seulement pour des questions d'hygiène mais aussi pour la prévention des hémorroïdes.

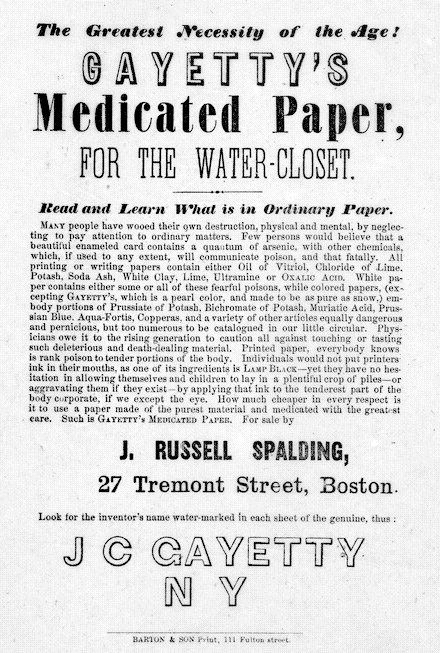
An advertisement for Gayetty's Medicated Paper.

Ce ne fut pas une grande réussite commerciale, non seulement à cause de son prix élevé, mais aussi du fait que les compatriotes de Gayetty aimèrent mieux continuer à utiliser des catalogues ou des vieux papiers.
Ce sont les frères Irvin et Clarence Scott, de l'entreprise Scott Paper Company à Philadelphie, en 1890 qui eurent l'idée de placer des feuilles séparables autour d'un rouleau.